# No pasarán, le jeu
Pour les articles homonymes, voir No pasarán (homonymie).
No pasarán, le jeu est un roman jeunesse de Christian Lehmann, paru le 18 septembre 1996 à L'École des loisirs. Il comporte 204 pages.
Il met en scène trois jeunes français confrontés à un jeu vidéo qui les téléporte sur les champs de bataille des grandes guerres du XXe siècle.
Cette réflexion sur la fascination adolescente pour la violence a été traduite en plusieurs langues. Lehmann en a écrit deux suites, No pasarán, le retour (2005) aussi publié sous le titre Andreas, le retour puis No pasarán, endgame (2012).
Il fait un apologue contre le racisme, la guerre et la banalisation de la violence contre lesquels les personnages principaux seront confrontés dans de nombreuses péripéties.
Lehmann a ensuite adapté en bande dessinée sa trilogie avec le dessinateur Antoine Carrion, aux éditions Casterman (2012) puis Rue de Sèvres (2014),,.

## Résumé

### No pasarán, le jeu(1996)
Trois adolescents français fascinés par la guerre, Éric, Thierry ( le plus faible de la bande qui a été emmené de force suite a une sortie scolaire) et Andreas, ramènent d'un voyage à Londres l'Expérience Ultime, un jeu vidéo qui permet de les plonger réellement dans les différents conflits du XXe siècle tels que la Première Guerre mondiale, la Guerre du Viêt Nam ou bien la Guerre d'Espagne. Les sympathies pour le nazisme d'Andreas le conduisent à passer de plus en plus de temps dans le jeu, particulièrement à jouer le camp phalangiste, alors que ses amis s'en détournent. Le livre s'achève par la capture d'Andreas, devenu soldat SS, par des policiers français qui le prennent pour un Juif lors de la Rafle du Vélodrome d'Hiver. Le lecteur apprendra dans Andreas, le retour que c'est le choix de s'incarner en SS qui a trahi le joueur : seules les forces de l'ordre françaises ont orchestré la Rafle, à laquelle les Nazis n'ont pas participé. Il faut néanmoins signaler qu'Andreas dispose de papiers d'identité indiquant sa judéité, puisque le policier lui demande « Pourquoi ne portez-vous pas votre étoile ? » lors de son interpellation.

### Andreas, le retour(2005)
Trois années ont passé, et Andreas est toujours prisonnier de l'Expérience Ultime. Un jour, à la suite d'une découverte, ses amis vont essayer de le sortir de là,.
En effet, alors que le lecteur sait depuis la fin du roman précédent qu'Andreas a pu accéder de nouveau au Jeu et qu'il a choisi de retourner vivre l'épisode de la Rafle du Vélodrome d'Hiver, les personnages ignorent quant à eux ce qu'il est advenu de lui. En visionnant machinalement et pour la énième fois un reportage consacré à la disparition d'Andreas, Thierry aperçoit dans un plan montrant la chambre de son camarade que le jeu est encore ouvert sur l'écran de l'ordinateur, ce qui signifie qu'il n'a pas fugué mais qu'il est bien toujours dans le jeu.
L'essentiel du roman consiste en des échanges entre Thierry et Éric, ce dernier peinant à se laisser convaincre d'essayer de retrouver Andreas. De nouveaux personnages sont introduits, notamment un nouveau camarade de classe, Khaled Boudjedrah, autour duquel est esquissée la thématique nouvelle du jihadisme. Les protagonistes croisent également des personnages connus tels que Nita Salaun, la mère d'Andreas, grâce à laquelle ils récupèreront l'ordinateur de ce dernier, ce qui permettra à Éric de retourner dans le jeu dans la dernière partie du roman. Comme à la fin du précédent roman, Gilles et Elena sont toujours en couple, mais le nouveau travail de journaliste de guerre de Gilles pèse lourdement sur Elena, ainsi qu'elle le révèle dans un message à Éric.
Divers événements inspirés de faits réels sont également évoqués dans le roman. Gilles, parti comme journaliste et blogueur en Irak, découvre ainsi une vidéo d'un mitraillage aérien prise depuis un hélicoptère Apache qui évoque la vidéo dévoilée par Wikileaks en 2010. Le jeu vidéo America's Army, réellement développé par l'armée des États-Unis à des fins de communication, est évoqué en détail dans un long passage du livre.
Dans les dernières pages du roman, Thierry laisse un message vocal à Éric pour lui intimer, trop tard, de ne pas relancer le jeu à la recherche d'Andreas. Il explique alors clairement que l'Expérience Ultime n'est pas, comme ils le croyaient, un jeu extraordinairement réaliste, mais une forme de machine à remonter le temps.
Éric est néanmoins déjà reparti dans le jeu, presque malgré lui, sous les traits de l'inspecteur Maynard, policier français enrôlé dans la Rafle. Il cherche à limiter les arrestations de Juifs puis à leur permettre de s'échapper du vélodrome, même s'il croit encore alors qu'il ne s'agit que d'une simulation informatique. Il finit par retrouver Andreas dans les toilettes de l'étage, depuis lesquelles il projetait de faire s'enfuir des prisonniers par les toits. Heureux de retrouver son camarade, il ne voit pas venir le coup porté par ce dernier qui, après l'avoir assommé, en profite pour fuir seul dans le but manifeste de profiter de l'époque pour commettre des exactions

### No pasarán, endgame(2012)
Andreas rejoint la Milice du Régime de Vichy de Pétain.

## Publications

### Romans
- No pasarán, le jeu, L'École des loisirs, 1996  (ISBN 2211037119).
  - (es) No pasarán! : El videojuego (trad. Alegría Gallardo), Madrid, Espasa Calpe, coll. « Espasa juvenil » (no 98), 1999 (ISBN 84-239-7064-7).
  - (en) Ultimate Game : A Novel (trad. William Rodarmor), Boston, D. R. Godine, 2000, 178 p. (ISBN 1-56792-215-5).
  - (de) Spiel um dein Leben : Ein Computerthriller (trad. Ilse Strasmann), Francfort-sur-le-Main, Fischer-Taschenbuch-Verl., 2004, 183 p. (ISBN 3-596-50797-9).
- Andreas, le retour, L'École des loisirs, 2005  (ISBN 2211077536).
- No pasarán, endgame, L'École des loisirs, 2012  (ISBN 9782211079679).

### Bandes dessinées
- Christian Lehmann (scénario) et Antoine Carrion (dessin), No pasaran, le jeu, Casterman/L'École des loisirs, 2012  (ISBN 9782203032934).
- Christian Lehmann (scénario) et Antoine Carrion (dessin), No pasarán, le jeu : édition intégrale, Rue de Sèvres, 2014  (ISBN 9782369810353).